# Life Starts Now
Life Starts Now je treći studijski album kanadskog rock sastava Three Days Grace objavljen 22. rujna 2009. Album je u SAD-u do 15. srpnja 2010. prodan u više od 400.000 kopija.

## Popis pjesama
| Br. | Skladba             | Trajanje |
| --- | ------------------- | -------- |
| 1.  | »Bitter Taste«      | 4:00     |
| 2.  | »Break«             | 3:13     |
| 3.  | »World So Cold«     | 4:02     |
| 4.  | »Lost In You«       | 3:52     |
| 5.  | »The Good Life«     | 2:53     |
| 6.  | »No More«           | 3:45     |
| 7.  | »Last to Know«      | 3:27     |
| 8.  | »Someone Who Cares« | 4:52     |
| 9.  | »Bully«             | 3:38     |
| 10. | »Without You«       | 3:33     |
| 11. | »Goin' Down«        | 3:05     |
| 12. | »Life Starts Now«   | 3:08     |

## Ljestvice
| Ljestvica (2009.)                     | Najviša pozicija |
| ------------------------------------- | ---------------- |
| U.S. Billboard 200                    | 3                |
| U.S. Billboard Top Rock Albums        | 2                |
| U.S. Billboard Top Alternative Albums | 2                |
| U.S. Billboard Top Hard Rock Albums   | 2                |
| Canadian Albums Chart                 | 2                |
| Australian Albums Chart               | 77               |